# Franz Pröbster Kunzel
Franz Pröbster Kunzel (* 24.05.1950 in Forchheim in der Oberpfalz als Franz Pröbster) ist ein deutscher Performance- und Land-Art-Künstler. Er ist Kuratoriumsmitglied des Museum Lothar Fischer in Neumarkt i.d.Opf.

## Leben
Der gelernte Landwirt arbeitet seit 1975 als freischaffender Künstler (Autodidakt). Aus gesundheitlichen Gründen war er gezwungen, die Landwirtschaft aufzugeben. Seinen Bauernhof bewirtschaftet er seit 1996 nicht mehr. Franz Pröbster hat sich aber den überlieferten Namen seines Hofes als Markenzeichen zugelegt. Der Kunzel eben.
Sein Œuvre besteht überwiegend aus Landschafts- und Rauminstallationen im Haus der Schreine an der Hofstelle und der dazugehörigen Feldfläche, dem Garten des Heiligen Irrsinns im oberpfälzischen Forchheim. Die Arbeiten zeichnen sich durch ihren Wandel im Laufe der Jahreszeiten sowie ihre Vergänglichkeit über die Jahre aus. Die Performance-Elemente sind insbesondere bei öffentlichen Begehungen des Garten des Heiligen Irrsinns – sogenannten Feldbegehungen – erlebbar. Die Installationen und Feldbegehungen werden ergänzt durch Gemälde, Zeichnungen und Objektkunst.

## Werke (Auswahl)
- Garten des heiligen Irrsinns
- Haus der Schreine
- Rednitzhembacher Kunstweg: Steinblütenfeld

## Auszeichnungen und Preise
- 2010: Kulturpreis Bayern des Bayerischen Staatsministeriums für Wissenschaft und Kunst und der Bayernwerk AG
- 2013: Kulturpreis der Stadt Neumarkt i. d. OPf.

## Ausstellungen und Aktionen (Auswahl)
- 1979 Galerie in Zabo, Nürnberg
- 1983 Beseelung der Erde, Forchheim/Opf.
- 1986 Schweinekram, Karthäuser Hof Regensburg
- 1987 Selber Kunsttage
- 1988 Selber Kunsttage
- 1990 O Maiomai Maiandacht, München
- 1993 Kunstwiese, Artefact in Prummern/Aachen
- 1998 Pflanzaktion im Rahmen der Landesgartenschau, Neumarkt
- 2000 Naturkunstsymposium YATOO, Kong Ju und Chungnam (Südkorea)
- 2002 Blütenfeld, 365 Blüten für 365 Tage im Klinikum Neumarkt
- 2003 Blütenfeld, Städtisches Museum Bydgoszcz (Polen)
- 2007 Zeit – Stille – das Rauschem im Ohr, Städtische Galerie im Cordonhaus Cham
- 2008 MERKWÜRDIG, Herrmann Nitsch Museum, Mistelbach (Österreich)
- 2011/2012 Von fremden und vertrauten Orten, Annäherung an Landschaft, Kunsthaus Reitbahn 3, Erlangen, Würzburg und Ansbach
- 2012 Natur - Rahmen der Kunst, Luftmuseum, Amberg
- 2014 Kloster St. Klara Regensburg im Rahmen des 99. Katholikentages
- 2014 Natur-Kultur Salles Jean-Hélion, Issoire/Auvergne
- 2014 Zeit auslegen - Natur erfahren, Stadtmuseum Deggendorf
- 2016 KliK - Kunst im Krankenhaus, Neumarkt
- 2016 Zeit-Sinn und der Alltag des Lebens, Kunstverein Bayreuth
- 2017 Kunzel im Studio 11, Lupburg
- 2018 Wer keine Zeit hat, ist ärmer als ein Bettler im Haus der Bildung in Schwäbisch Hall
- 2022 Kunst in der Hecke, 8. Feldbegehung im Garten des Hl. Irrsinns in Forchheim
- 2022 ZeitWachsenHören, Festsäle der Residenz, Neumarkt i.d.Opf.
- 2023 07.0518.06.2023 im Badehaus in Maiersreuth
- 2023 Oberpfalz - Entdeckungen einer innovativen Kunstlandschaft im Kunstmuseum Erlangen